# Thlasia brunnipennis
Thlasia brunnipennis är en insektsart som beskrevs av Ernst Friedrich Germar 1836. Thlasia brunnipennis ingår i släktet Thlasia och familjen dvärgstritar. Inga underarter finns listade i Catalogue of Life.